# Mellan-Grevie
Mellan-Grevie är en småort i Vellinge kommun och kyrkby i Mellan-Grevie socken på Söderslätt i Skåne, belägen mellan Vellinge och Östra Grevie. 
Namnet kommer av att den ligger mellan Västra Grevie och Östra Grevie. Orten rymmer Mellan-Grevie kyrka och de historiska gravarna Bolmers högar i form av två kullar som bjuder på utsikt över Söderslätt. Man lär bland annat kunna se flera kyrktorn.